# Nkosazana Dlamini-Zuma

Nkosazana Clarice Dlamini-Zuma, född 27 januari 1949 i KwaZulu-Natal, är en sydafrikansk politiker och före detta aktivist mot det sydafrikanska apartheidsystemet. Hon var hälsominister 1994–1999 under president Nelson Mandela, därefter utrikesminister 1999–2009 under presidenterna Thabo Mbeki och Kgalema Molanthe. Under Jacob Zumas presidentskap, som också är hennes exmake, fick hon ministerposten över "Home Affairs", från den 10 maj 2009. Den 15 juli 2012 valdes hon till ordförande över Afrikanska Unionens Kommission (African Union Commission). Hon blev därmed den första kvinnan att leda organisationen (inklusive dess föregångare Organisation of African Unity).